# Magnet (内田真礼の曲)
「Magnet」（マグネット）は、内田真礼の楽曲。松隈ケンタが作詞・作曲を、SCRAMBLESが編曲を手掛け、『福岡ソフトバンクホークス公式中継2024』テーマソングに起用された。内田のホークスとの関わりについては内田真礼#ホークスファンとそのエピソードを参照。
内田の2枚目のデジタルシングルとして2024年3月29日にポニーキャニオンから発売された。

## シングル収録内容
| #         | タイトル                 | 作詞・作曲 | 編曲      | 時間 |
| --------- | ------------------------ | ---------- | --------- | ---- |
| 1.        | 「Magnet」               | 松隈ケンタ | SCRAMBLES | 3:18 |
| 2.        | 「Magnet」(Instrumental) |            |           | 3:18 |
| 合計時間: | 合計時間:                | 合計時間:  | 合計時間: | 6:36 |